# Metchosin
Metchosin ist eine Gemeinde am südlichen Ende von Vancouver Island in British Columbia, Kanada. Die Gemeinde, welche zur Metropolregion Greater Victoria gehört, liegt im Capital Regional District und grenzt direkt an die Juan-de-Fuca-Straße. Innerhalb Greater Victorias wird die Gemeinde, ebenso wie Langford, Colwood, View Royal und Highlands, zu den West Shore municipalities gezählt und ist die kleinste dieser Gemeinden.
Die Gemeinde liegt etwa 22 Kilometer südsüdwestlich von Victoria und wird von den Gemeinden Sooke, Colwood und Langford sowie dem District Capital H (auch Juan de Fuca Electoral Area genannt) umgeben.
Metchosin gliedert sich in mehrere Stadtteile (neighbourhoods):
- Albert Head
- Happy Valley
- Matheson Lake
- Nield Road
- Pears Road subdivision
- Rocky Point
- Wildwood Creek Estates
- William Head

In Rocky Point liegt der südlichste Punkt im westlichen Kanada.

## Geschichte
Die Geschichte der Gemeinde reicht weiter zurück als nur die allgemeine Betrachtung durch Europäer, da vor einer Ansiedlung von Europäern das Gebiet schon Siedlungs- und Jagdgebiet der First Nation, hauptsächlich Küsten-Salish, war. Im gesamten Küstengebiet finden sich immer wieder Haufen von Muschelschalen, welche von einer voreuropäischen Siedlungs- und Jagdgeschichte berichten.

## Demographie
Der Zensus im Jahr 2011 ergab für die Ansiedlung eine Bevölkerungszahl von 4.803 Einwohnern. Die Bevölkerung der Gemeinde hatte dabei im Vergleich zum Zensus von 2006 nur um 0,2 % zugenommen, während die Bevölkerung in der Provinz British Columbia gleichzeitig um 7,0 % anwuchs.
Die Gemeinde ist mit ihren 4.708 Einwohnern eine der kleinsten Gemeinden im Capital Regional District, lediglich die Gemeinde Highlands hat noch weniger Einwohner.

## Politik
Die Zuerkennung der kommunalen Selbstverwaltung für die Gemeinde erfolgte am 8. Dezember 1992 (incorporated als District Municipality).
Bürgermeister der Stadt ist John Ranns. Zusammen mit vier weiteren Bürgern bildet er den Rat der Stadt (council).

## Wirtschaft
Ebenso wie in den Nachbargemeinden Langford oder Colwood ist der Handel, neben dem Beherbergung und Verpflegung, einer der vorherrschende Wirtschaftszweig. Auch hier arbeitet ein großer Teil der Beschäftigten in der öffentlichen Verwaltung und der Gesundheitsvorsorge. Viele Beschäftigte wohnen zwar in der Stadt, arbeiten aber in den umliegenden Gemeinden, insbesondere in Victoria.

## Verkehr
Metchosin liegt am Highway 14. Der Highway 14 durchquert die Gemeinde im nördlichen Bereich.
Die Stadt hat keinen eigenen Flughafen, sondern ist nur über die Flughäfen der umliegenden Gemeinden, hier besonders über den von Victoria, zu erreichen.